# Myrmecia analis
Myrmecia analis är en myrart som beskrevs av Mayr 1862. Myrmecia analis ingår i släktet bulldoggsmyror, och familjen myror. Inga underarter finns listade i Catalogue of Life.